# チャールズ・アダムス
- チャールズ・アダムス[1][2]
- チャールズ・アダムズ[3]

チャールズ・サミュエル・"チャス"・アダムス（英: Charles Samuel "Chas" Addams、[ˈædəmz]、1912年1月7日 - 1988年9月29日）は、ダーク・ユーモア的登場人物で知られるアメリカ合衆国のカートゥーン作家。彼の作品に繰り返し登場したキャラクターは、一部が「アダムス・ファミリー」として知られるようになり、ドラマや映画などカートゥーン以外のメディアにも派生した。作品には、「チャス・アダムス」（英: "Chas Addams"）というサインを入れていた。
なお先述の通り、英語で名字は「アダムズ」と発音されるが、代表作「アダムス・ファミリー」にならい、本記事では「アダムス」で表記を統一する。

## 経歴

### 幼少期
アダムスはニュージャージー州ウェストフィールドで1912年に生まれた。彼は母グレース・M・アダムスと、建築家の勉強経験があり、当時はピアノ会社の取締役だったチャールズ・ヒューイ・アダムスの間に生まれ、幼少期の友人によれば「近所のがき大将のような子」（英: "something of a rascal around the neighborhood"）だった。アダムスは名字のスペルこそ少し異なるが、アメリカ大統領のジョン・アダムズとジョン・クィンシー・アダムズの遠い親戚に当たり、またノーベル平和賞を受賞したジェーン・アダムズとも親戚関係にある。
アダムスは自身のカートゥーン「アダムス・ファミリー」に登場するアダムス屋敷について、エルム街の家や、押し入っているところを警察に見つけられたダドリー・アヴェニュー（英: Dudley Avenue）の家に着想を得たと語っていた。カレッジ・ホール（英: College Hall）は現在のペンシルベニア大学構内で最も古い建物だが、アダムスもここで学び、建物は屋敷に着想を与えたとされている。実際の所は、アンティークや建築物が好きだった彼が、様々な時代・様式の建物をいくつか組み合わせたのがアダムス屋敷であった。またアダムスは、マウンテン・アヴェニュー（英: Mountain Avenue）にある長老派教会の墓地を訪れるのが好きだった。ある友人は彼について、「彼のユーモアセンスは他の人とほんの少ししか違わない」と述べている。また伝記作家によれば、芸術的には「楽しい敵討ちを描く」（英: "drawing with a happy vengeance"）傾向にあったとされている。

### 高校進学とキャリアの始まり
父に絵を描くよう勧められ、アダムスはウェストフィールド高校の校内文学誌 Weathervaneにカートゥーンを掲載した。1929年から1930年にはコルゲート大学に通い、その後1930年から1931年にはペンシルベニア大学に進学した。ペンシルベニア大学の美術専攻課程には、アダムスに因んだ名前が付けられた建物があるほか、建物正面には、アダムス・ファミリー登場人物のシルエットを象った彫刻がある。その後、1931年から1932年にかけ、ニューヨークのグランド・セントラル・スクール・オブ・アートで学んだ。
1933年、アダムスは雑誌『トゥルー・ディテクティヴ』の割付部門に就職し、掲載作品に登場する遺体写真から血痕を取り除くという作業を行った。アダムスはこの作業について、「沢山の死体を扱ったが、[死体の方が]やっている作業より面白かった」（英: "A lot of those corpses were more interesting the way they were."）と述べている。
アダムスが初めて『ザ・ニューヨーカー』のために描いた窓拭き職人の絵は、1932年2月6日に掲載され、その後1938年からは定期連載が始まり、彼の死まで続けられた。連載に登場する一部のキャラクターは「アダムス・ファミリー」として知られるようになったほか、フリーランスのイラストレーターとしても働いていた。

### 私生活と作品の関わり

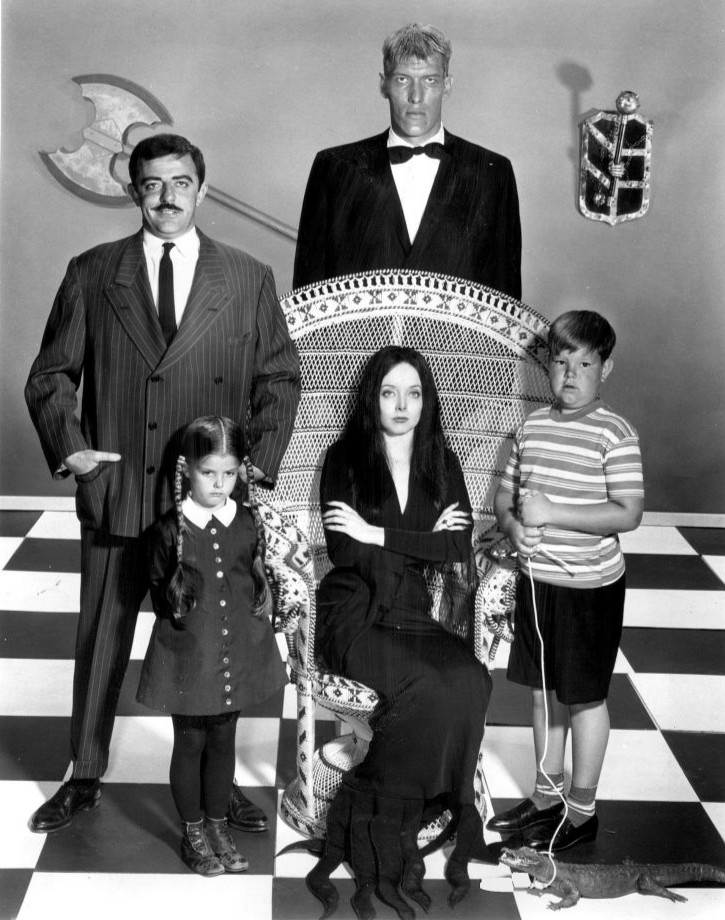
1964年版テレビドラマのメインキャスト。後列左からゴメスとラーチ、前列左からウェンズデー、モーティシア、パグズリー役

第二次世界大戦の間、アダムスはニューヨークの通信隊写真センター（英: Signal Corps Photographic Center）で働き、アメリカ陸軍の訓練用にアニメーション映画を作成した。1942年遅く、彼は最初の妻バーバラ・ジーン・デイ（英: Barbara Jean Day）と出会ったが、彼女は「アダムス・ファミリー」の一員モーティシア・アダムスにそっくりだとの噂だった。彼女に限らず、アダムスの3人の妻はいずれもモーティシアのような「黒髪の美女」で「ほっそりした彫像のような姿形」だったことが指摘されている。ふたりは8年間の結婚生活を営んだが、小さな子どもが嫌いだったアダムスが養子縁組を拒み、破綻した。彼女は後に、『ザ・ニューヨーカー』の同僚で『ヒロシマ』を執筆したジョン・ハーシーと再婚した。
アダムスは1954年にバーバラ・バーブ（エステル・Ｂ・バーブ））と再婚した。弁護士として活動していた彼女は「モーティシアのような外見に、悪魔のような法的陰謀を組み合わせた」（英: [she] "combined Morticia-like looks with diabolical legal scheming"）人物だったと評され、『アダムス・ファミリー』テレビドラマ・映画の製作権の話を付け、さらには夫へ、その他の法的権利をただで譲渡するよう説得したほどだった。またある時には、夫へ10万ドルの保険契約をかけたこともあった。アダムスは弁護士にこっそり相談していたが、相談を受けた側の弁護士は、後にユーモラスに「最後に会った時、そういう動きを上手く表す言葉は、バーバラ・スタンウィック主演の『深夜の告白』に出てくるだろうといったが、彼の注意を引いたようだったよ」と述べている。この映画の中では、スタンウィック演じるフィリスが、保険金目当てに夫の殺人を企てる。夫婦は1956年に離婚した。
『アダムス・ファミリー』のテレビシリーズは、テレビ番組プロデューサーのデイヴィッド・リーヴィが、アダムスに対して、映像化に少し力を貸してほしいと持ちかけたことで始まった。アダムスの仕事は、登場人物に名前を付け、製作の助けとなるよう人物紹介を書くことだった（この時の文章はミゼロッキが編集した "The Addams Family: An Evilution"（日本語訳：『アダムス・ファミリー全集』）に収録されている）。シリーズはABCで、1964年から1966年にかけて2シーズン放送された。
『ニューヨーク・タイムズ』紙でアダムスの伝記に書評を書いたジャネット・マズリンは、アダムスが自宅で兜を被りつつ写った写真について、「後ろの本棚には、美術やアンティークに関する本、またジョン・アップダイクの小説が収められている」と指摘し、「クロスボウを収集したり、コーヒーテーブルに幼女の墓石を使う彼は、少なくとも部分的には、公衆の目を欺くためわざと作った人格だったのだ」と述べている。ブラックユーモアの分野で活躍したものの、友人たちには「心の温かい、人をそらさない魅力のある人」と評価されていた。
またアダムスは「社交的で世慣れた」（英: "sociable and debonair"）人物で、伝記作家は彼について、「身なりの良い上品な男で、後ろに櫛でなでつけた銀色の髪に紳士的な物腰を身に着け、悪魔とは似ても似つかぬ人間だった」と述べている。アダムスは女性にも人気があり、グレタ・ガルボ、ジョーン・フォンテイン、ジャクリーン・ケネディなどとも親交があった。
1980年にアダムスは、マリリン・"ティー"・マシューズ・ミラー（英: Marilyn "Tee" Matthews Miller、1926年 – 2002年）とティーのペット用墓地で再婚した。両者は40年来の親友で、互いにとって3人目の配偶者であり、またふたりにとって最後の結婚となった。1985年に、アダムス夫妻はニューヨーク州サガポナックへ移住し、地所に沼地を意味する「スワンプ」（英: "The Swamp"）と名付けた。

### カートゥーン
アダムスのカートゥーンは『ザ・ニューヨーカー』に定期連載され、1956年には続き漫画 "Out of This World" も発表した。アダムスは1942年の "Drawn and Quartered" 以来多数の漫画集を発行しており、1950年に発行した "Monster Rally" には、ジョン・オハラによる序文が付けられた。1959年の "Dear Dead Days" は、新作を収めたと言うより過去の作品をいくつか集めて再版したもので、加えてスクラップブックのように、アダムスの怪奇趣味なセンスに訴えかけた古い写真や文章が収録されている（例えばヴィクトリア時代の木版画や、古いメディシン・ショーの宣伝、若き日のフランク・レンティーニの写真など）。アダムスは生涯に1,300点を超えるカートゥーンを描いたが、それらは『ザ・ニューヨーカー』の連載以外では、『コリアーズ』や『TVガイド』に掲載された。1961年には、アメリカ探偵作家クラブからエドガー賞特別賞を贈られた。
カートゥーンは連載だけでなく、書籍やカレンダー、その他の商品にも使われた。歌手・ギタリストのディーン・ギッターは、超自然的主題のフォークソングアルバム "Ghost Ballads"（1957年）で、カバー画にアダムスが描いたお化け屋敷を用いた。1963年の映画『オールド・ダーク・ハウス』（原題）、1976年の『名探偵登場』では、タイトル・シークエンスなどにアダムスの描いた絵が使われている。
1946年には、SF作家のレイ・ブラッドベリと出会ったが、これは彼が『マドモワゼル』誌に掲載されたブラッドベリの短編 "Homecoming"（イリノイ州の吸血鬼一家、エリオット家の年代記の第1話）の挿絵を担当したことが縁だった。友人になったふたりは、ブラッドベリが文章、アダムスが挿絵という形で、エリオット家の歴史物語を完成させて本にすることを企画したが、実現はしなかった。エリオット家にまつわるブラッドベリの物語は、2001年10月に『塵よりよみがえり』From the Dust Returned として1冊にまとめられ、これには繋ぎの文章やアダムスとの仕事に対する解説が付けられ、また1946年の『マドモワゼル』誌に載ったアダムスの作品が表紙に用いられた。アダムスが生み出したキャラクターは、両者初対面の段階で確立したものになっていたが、ブラッドベリは2001年のインタビューで、「彼は我が道を進んで『アダムス・ファミリー』を創作し、自分も我が道を進んで、この本の家族を作った」と述べている。
映画監督のアルフレッド・ヒッチコックもアダムスの友人で、彼はアダムスの原画2点を所有していた。1959年の映画『北北西に進路を取れ』ではアダムスへの言及がある。オークションのシーンで、ケーリー・グラント演じるソーンヒルは、敵2人と、敵だと思い込んでいる人物を見つけ、「3人一緒だ。こんな絵はチャールズ・アダムスでないと描けないな」と述べる。
ペンシルベニア大学には、"Charles Addams Fine Arts Hall"（意味：チャールズ・アダムス美術専攻会館）と呼ばれる建物がある（フィラデルフィア、ウォルナット・ストリート36番地）。またこの会館の前には、アダムス・ファミリーを象った小さな彫刻が設置されている。

### 死
アダムスは駐車後に心臓発作に襲われ、ニューヨークのセント・クレア病院・ヘルス・センター（英: St. Clare's Hospital and Health Center ）で1988年9月29日に亡くなった。76歳没。自宅で倒れた後救急車で運ばれ、緊急処置室で亡くなったという。「素晴らしいカートゥーン作家」（英: "good cartoonist"）として記憶されていたいという彼の望みに従い、葬儀の代わりに通夜が営まれた。火葬後、遺灰は所有していた地所「スワンプ」のペット用墓地に埋められた:318。

## 著作

### アダムスの手によるもの
以下にはアダムスの画集や、彼が挿絵を担当した作品を載せた。彼はこの他にも、ピーター・デ・ヴリースの "But Who Wakes the Bugler?"（ホートン&ミフリン、1940年）、ジョン・コブラー（英: John Kobler）の短編小説アンソロジー "Afternoon In the Attic"（ドッド&ミード、1950年）の挿絵を担当している。
- Drawn and Quartered. ニューヨーク: ランダムハウス. (1942). OCLC 376272 - 最初のアンソロジー（画集）
  - 1962年にニューヨークのサイモン・アンド・シュースター（英語版） (OCLC 1680013)、ロンドンのヘイミッシュ・ハミルトン（英語版） (OCLC 156874188) から再版
- Addams and Evil. ランダムハウス / サイモン・アンド・シュースター. (1947). OCLC 810854412（ランダムハウス版）OCLC 2070919（サイモン・アンド・シュースター版） - 第2画集
- （挿絵）Kobler, John (1950). Afternoon in the Attic. Dodd & Mead. NCID BA21320353 - ジョン・コブラーの短編小説集
- Monster Rally. サイモン&シュースター（1950年）、ヘイミッシュ・ハミルトン（1951年）. OCLC 752732426（ヘイミッシュ・ハミルトン版） - 第3画集
- Homebodies. サイモン&シュースター. (1954). OCLC 587842 - 第4画集
- Nightcrawlers. サイモン&シュースター. (1957). OCLC 752732432（ヘイミッシュ・ハミルトン版） - 第5画集
- Dear Dead Days: A Family Album. G・P・パトナム&サンズ（英語版）. (1959). OCLC 556770097（ロンドン、ポール・ハムリンからの再版） - コンピレーション
- Black Maria. サイモン&シュースター. (1960). OCLC 679378684 - 第6画集
- The Groaning Board. サイモン&シュースター. (1964). OCLC 1318637 - 第7画集
- The Chas Addams Mother Goose. ウィンドミル・ブックス. (1967). ISBN 9780525623212. OCLC 1318613
  - 2002年に追加図版を加えて再版： The Chas Addams Mother Goose. サイモン&シュースター. (2002). ISBN 9780689848742. OCLC 47803653
  - 日本語訳：山口雅也 訳『チャールズ・アダムスのマザー・グース』国書刊行会、2004年10月21日。ISBN 978-4336046505。
- My Crowd. サイモン&シュースター. (1970). OCLC 669767280 - 第8画集
- Favorite Haunts. サイモン&シュースター. (1976). ISBN 9780671224295. OCLC 2423555 - 第9画集
- Creature Comforts. サイモン&シュースター. (1981). ISBN 9780671438357. OCLC 915849621 - 第10画集
- The World of Charles Addams. アルフレッド・A・ノップフ（英語版）. (1991). ISBN 0-394-58822-3. OCLC 657963191 - 死後、作品のコンピレーションとして出版。著作権は3番目の妻ティー・アダムスが所有
- Chas Addams Half-Baked Cookbook: Culinary Cartoons for the Humorously Famished. サイモン&シュースター. (2005). ISBN 0-7432-6775-3 - 画集
- Happily Ever After: A Collection of Cartoons to Chill the Heart of Your Loved One. サイモン&シュースター. (2006)). ISBN 978-0-7432-6777-9 - 画集
- H. Kevin Miserocchi, ed (2010). The Addams Family: An Evilution. ISBN 978-0-7649-5388-0 - アダムス・ファミリー登場人物の造型の発展に迫る画集[注釈 8]
  - 日本語訳：アダムス, チャールズ 著、安原和見 訳、H・ケヴィン・ミゼロッキ 編『アダムス・ファミリー全集』河出書房新社、2011年10月30日。ISBN 978-4-309-20579-3。 NCID BB07431431。OCLC 759153705。全国書誌番号:22004126。